# Vietnam del Sud ai Giochi della XIX Olimpiade
Il Vietnam del Sud partecipò alle XIX Olimpiadi, svoltesi a Città del Messico dal 12 al 27 ottobre 1968, con una delegazione di nove atleti impegnati in cinque discipline: atletica leggera, ciclismo, nuoto, scherma, tiro, per un totale di sette competizioni. Fu la quinta partecipazione di una rappresentativa vietnamita ai Giochi. Non fu conquistata nessuna medaglia.